# Suze
Suze – miejscowość i gmina we Francji, w regionie Owernia-Rodan-Alpy, w departamencie Drôme.
Według danych na rok 1990 gminę zamieszkiwały 164 osoby, a gęstość zaludnienia wynosiła 11 osób/km² (wśród 2880 gmin regionu Rodan-Alpy Suze plasuje się na 1458. miejscu pod względem liczby ludności, natomiast pod względem powierzchni na miejscu 775.).